# انسان راست‌قامت (فیلم)
انسان راست‌قامت (انگلیسی: Homo Erectus) فیلمی به کارگردانی آدام ریفکین است که در سال ۲۰۰۷ منتشر شد.

## بازیگران
- آدام ریفکین
- الی لارتر
- تالیا شایر
- هیز مک‌آرتور
- گری بیوسی
- کارول الت
- دیوید کارادین
- جوزپه اندروز
- لین شی
- رونالد جرمی
- ساشا گری